# Oriol Pamies
Oriol Pamies (Reus, Cataluña, 17 de octubre de 1989) es un empresario español, activista LGBT y experto en turismo, conocido por cofundar la red social LGBT Moovz y Queer Destinations.

## Biografía y carrera
Pamies nació en Reus, Cataluña. En 2008, se mudó a Barcelona para realizar sus estudios, que abandonó cuando comenzó a seguir su carrera empresarial.
En 2012, siguiendo una invitación de Idan Matalon, Pamies viajó a Israel para explorar nuevas oportunidades de negocios.

### Moovz y el activismo LGBT
Pamies se unió a la empresa emergente israelí Interacting Technology como vicepresidente de desarrollo comercial y se convirtió en uno de los fundadores de Moovz, una red social LGBT. Mientras estuvo en Israel, se convirtió en un miembro activo de la comunidad tecnológica y LGBT local.
En 2016, Pamies se asoció con los YouTuber Julio Jaramillo y Juana Martínez en una campaña para defender la diversidad y la tolerancia.
Pamies ha participado en varias conferencias, presentando temas relacionados con el emprendimiento, el marketing en línea y el activismo.

### Industria del turismo
A través de Moovz, Pamies trabaja para posicionar los destinos turísticos como LGBT friendly. En 2015 y a través de una alianza con la Municipalidad de Tel Aviv, estuvo detrás de un proyecto que transmitió a través de la aplicación de Tel Aviv Pride el desfile del Orgullo Gay. En 2016 abogó y promocionó a Israel a través de una entrevista en la revista española Shangay. En mayo de 2017, durante la convención anual de la Asociación Internacional de Viajes para Gays y Lesbianas (IGLTA, por sus siglas en inglés) en San Petersburgo, Florida, pronunció la primera conferencia magistral en español. En septiembre de 2017 participó en Bogotá en el Congreso internacional “Movilización Social y Derecho a la Ciudad: Sectores LGBTI”, organizado por la Alcaldía, donde presentó un caso de estudio sobre cómo la Marcha del Orgullo Gay puede contribuir al posicionamiento y promoción internacional de una ciudad como un destino LGBT friendly.
En 2018 se unió a la junta directiva de IGLTA, una organización sin fines de lucro con más de 37 años de historia dedicada a promover el turismo LGBTQ+ en todo el mundo. También creó y organizó Open Sea Cruise, un evento LGBTQ+ de 7 días en un crucero con más de 1200 personas de más de 54 países a las que se unieron artistas como Icona Pop, Vengaboys, Kazaky, Eleni Foureira, Conchita Wurst y RuPaul. El crucero se centró en fiestas de bienestar, fitness y música pop y visitó ciudades como Ibiza, Barcelona, Tolón y Ajaccio.

En 2019 fundó Queer Destinations, una empresa enfocada en la promoción del turismo LGBTQ+, desarrollo de una certificación turística internacional. La IGLTA y Queer Destinations firmaron un convenio con el Secretario de Turismo, Miguel Torruco Marqués, para impulsar la promoción turística orientada al segmento LGBTI en México. Ese mismo año, Pamies también desarrolló y lanzó un programa piloto de turismo LGBT en México, inicialmente ejecutando el programa en el estado de Yucatán.

## Publicaciones
- Ahora que ya lo sabes (2019)[27]

## Vida personal
Pamies es gay y ha expresado su deseo de tener hijos en varias ocasiones. Pasó la mayor parte de su adolescencia estudiando en un colegio del Opus Dei, pero lo abandonó cuando empezó a cuestionar su sexualidad y decidió declararse gay a los 19 años. Como resultado, Pamies ha sido un fuerte promotor del 11 de octubre como día nacional de la salida del armario.

## Premios y reconocimientos
En 2017, MTV invitó a Pamies a participar en el proyecto Out in 60, un proyecto en el que celebridades e influencers compartieron su historia de salida del armario en 60 segundos. Según el portal español CromosomaX, Pamies fue uno de los influencers LGBT más importantes del momento en 2017.
En 2017, la revista Attitude lo reveló como uno de los "top 20 solteros del año".[cita requerida]